# Liste von Sakralbauten in Ahorn (Baden)
Die Liste von Sakralbauten in Ahorn nennt Kirchengebäude und sonstige Sakralbauten im Gemeindegebiet von Ahorn im Main-Tauber-Kreis in Baden-Württemberg.

## Sakralbauten in Ahorn

### Christentum
Die katholischen Sakralbauten der Gemeinde Ahorn gehören zur Seelsorgeeinheit Boxberg-Ahorn im Dekanat Tauberbischofsheim. Die evangelischen Sakralbauten der Gemeinde Ahorn gehören in vier Kirchengemeinden jeweils zum Kirchenbezirk Adelsheim-Boxberg.

#### Kirchengebäude und Kapellen
| Name                | Konfession | Ort            | Bild | Koordinaten                 |
| ------------------- | ---------- | -------------- | --- | --------------------------- |
| Evangelische Kirche | ev.        | Buch am Ahorn  | | 49° 32′ 20″ N, 9° 33′ 21″ O |
| Evangelische Kirche | ev.        | Eubigheim      | | 49° 30′ 5″ N, 9° 32′ 23″ O  |
| Evangelische Kirche | ev.        | Hohenstadt     | Bild gesucht Die Wikipedia wünscht sich an dieser Stelle ein Bild vom hier behandelten Ort. Weitere Infos zum Motiv findest du vielleicht auf der Diskussionsseite . Falls du dabei helfen möchtest, erklärt die Anleitung , wie das geht. BW | 49° 29′ 31″ N, 9° 31′ 2″ O  |
| Evangelische Kirche | ev.        | Schillingstadt | Bild gesucht Die Wikipedia wünscht sich an dieser Stelle ein Bild vom hier behandelten Ort. Weitere Infos zum Motiv findest du vielleicht auf der Diskussionsseite . Falls du dabei helfen möchtest, erklärt die Anleitung , wie das geht. BW | 49° 27′ 36″ N, 9° 34′ 31″ O |
| Kapelle             | r.-k.      | Hohenstadt     | Bild gesucht Die Wikipedia wünscht sich an dieser Stelle ein Bild vom hier behandelten Ort. Weitere Infos zum Motiv findest du vielleicht auf der Diskussionsseite . Falls du dabei helfen möchtest, erklärt die Anleitung , wie das geht. BW | 49° 29′ 29″ N, 9° 31′ 8″ O  |
| Kapelle             | r.-k.      | Obereubigheim  | | 49° 30′ 39″ N, 9° 33′ 18″ O |
| Kapelle             | r.-k.      | Berolzheim     | Bild gesucht Die Wikipedia wünscht sich an dieser Stelle ein Bild vom hier behandelten Ort. Weitere Infos zum Motiv findest du vielleicht auf der Diskussionsseite . Falls du dabei helfen möchtest, erklärt die Anleitung , wie das geht. BW | 49° 28′ 36″ N, 9° 32′ 18″ O |
| St. Josef           | r.-k.      | Schillingstadt | Bild gesucht Die Wikipedia wünscht sich an dieser Stelle ein Bild vom hier behandelten Ort. Weitere Infos zum Motiv findest du vielleicht auf der Diskussionsseite . Falls du dabei helfen möchtest, erklärt die Anleitung , wie das geht. BW | 49° 27′ 38″ N, 9° 34′ 30″ O |
| St. Kilian          | r.-k.      | Berolzheim     | Bild gesucht Die Wikipedia wünscht sich an dieser Stelle ein Bild vom hier behandelten Ort. Weitere Infos zum Motiv findest du vielleicht auf der Diskussionsseite . Falls du dabei helfen möchtest, erklärt die Anleitung , wie das geht. BW | 49° 28′ 24″ N, 9° 32′ 23″ O |
| St. Maria           | r.-k.      | Eubigheim      | | 49° 30′ 3″ N, 9° 32′ 23″ O  |

#### Friedhöfe
Friedhöfe bestehen in den Ortsteilen Berolzheim (Friedhofsweg 1), Buch am Ahorn (Erfastraße), Eubigheim (Schlossstraße), Hohenstadt (Eubigheimer Straße) und Schillingstadt (Lange Straße 69):
| Name                    | Ort            | Bild | Koordinaten                 |
| ----------------------- | -------------- | --- | --------------------------- |
| Friedhof Berolzheim     | Berolzheim     | Bild gesucht Die Wikipedia wünscht sich an dieser Stelle ein Bild vom hier behandelten Ort. Weitere Infos zum Motiv findest du vielleicht auf der Diskussionsseite . Falls du dabei helfen möchtest, erklärt die Anleitung , wie das geht. BW | 49° 28′ 40″ N, 9° 32′ 24″ O |
| Friedhof Buch am Ahorn  | Buch am Ahorn  | Bild gesucht Die Wikipedia wünscht sich an dieser Stelle ein Bild vom hier behandelten Ort. Weitere Infos zum Motiv findest du vielleicht auf der Diskussionsseite . Falls du dabei helfen möchtest, erklärt die Anleitung , wie das geht. BW | 49° 32′ 27″ N, 9° 33′ 16″ O |
| Friedhof Eubigheim      | Eubigheim      | | 49° 30′ 14″ N, 9° 32′ 34″ O |
| Friedhof Hohenstadt     | Hohenstadt     | Bild gesucht Die Wikipedia wünscht sich an dieser Stelle ein Bild vom hier behandelten Ort. Weitere Infos zum Motiv findest du vielleicht auf der Diskussionsseite . Falls du dabei helfen möchtest, erklärt die Anleitung , wie das geht. BW | 49° 29′ 31″ N, 9° 31′ 17″ O |
| Friedhof Schillingstadt | Schillingstadt | Bild gesucht Die Wikipedia wünscht sich an dieser Stelle ein Bild vom hier behandelten Ort. Weitere Infos zum Motiv findest du vielleicht auf der Diskussionsseite . Falls du dabei helfen möchtest, erklärt die Anleitung , wie das geht. BW | 49° 27′ 36″ N, 9° 34′ 38″ O |

### Judentum
Die folgenden jüdischen Sakralbauten des ehemaligen Bezirksrabbinats Merchingen bestanden oder bestehen im Gemeindegebiet von Ahorn:
| Name                              | Ort       | Bild | Koordinaten                 |
| --------------------------------- | --------- | ---- | --------------------------- |
| Jüdischer Friedhof Untereubigheim | Eubigheim |      | 49° 29′ 55″ N, 9° 32′ 46″ O |
| Synagoge (Eubigheim)              | Eubigheim |      | 49° 29′ 59″ N, 9° 32′ 27″ O |

### Islam
Im Gemeindegebiet von Ahorn besteht keine Moschee. Die Muslime besuchen gewöhnlich die nächstgelegene Moschee Lauda.